# 波蘭—莫斯科戰爭 (1609年—1618年)
1609年－1618年的波蘭－莫斯科戰爭是早期波蘭立陶宛聯邦對俄羅斯沙皇國之戰爭。
波立聯邦於1610年攻陷莫斯科。

## 來源
1. ↑  洪茂雄 <波蘭史> 三民書局 2020年版 P52